# Boopsoidea inornata
Genre
Espèce
Statut de conservation UICN

 LC  : Préoccupation mineure
Boopsoidea inornata est une espèce de poissons marins de la famille des Sparidae. C'est la seule espèce du genre Boopsoidea.